# Gotthard Lange
Gotthard Lange (ur. 9 grudnia 1967 w Geseke) – niemiecki aktor telewizyjny, teatralny i filmowy.

## Wybrana filmografia

### filmy fabularne
- 2001: Wróg u bram (Enemy at the Gates) jako okradający zmarłych
- 2003: Cud w Bernie (Das Wunder von Bern) jako Alfred Pfaff
- 2007: Wyspa skarbów (Die Schatzinsel, TV) jako Richard Joyce
- 2010: Trzy (Drei) jako Udo
- 2010: Czarna śmierć (Black Death) jako pracownik
- 2013: Narodziny bohaterów (Helden - Wenn Dein Land Dich braucht, TV) jako kelner
- 2013: Złodziejka książek (The Book Thief) jako grabarz
- 2014: Piękna i bestia (La belle et la bête) jako urzędnik
- 2016: Winnetou. Nowy świat (Winnetou: Eine neue Welt) jako barman

### seriale TV
- 2003: Wolffs Revier jako Sven Kleine
- 2005: Nikola jako Pan Löres
- 2008: Tatort: Das schwarze Grab jako Rudolph
- 2009: Hallo Robbie! jako Toni
- 2011: Kobra – oddział specjalny - odc.: Viva Colonia jako gangster
- 2011: Pamiętne lato (Schicksalsjahre) jako wojskowy
- 2012: Verbotene Liebe (Zakazana miłość) jako Heiner Hecht
- 2017: Kobra – oddział specjalny - odc.: Duchy przeszłości (Geister der Vergangenheit) jako Arno Wurlitzer
- 2019: Tatort: Weiter, immer weiter jako bezdomny